# Aclis scalaris
Aclis scalaris is een slakkensoort uit de familie van de Eulimidae. De wetenschappelijke naam van de soort is voor het eerst geldig gepubliceerd in 1975 door Garcia-Talavera.